# Hynobius yatsui
Hynobius yatsui är en groddjursart som beskrevs av Oyama 1947. Hynobius yatsui ingår i släktet Hynobius och familjen Hynobiidae. IUCN kategoriserar arten globalt som livskraftig. Inga underarter finns listade i Catalogue of Life.